# HD 72208
HD 72208，又名BD+10 1816，SAO 116863、HR 3361，是一颗恒星，视星等为6.83，位于銀經215.44，銀緯26.74，其B1900.0坐标为赤經8h 26m 28.5s，赤緯+10° 26.74′ 7″。